# Rhytiphora posthumeralis
Rhytiphora posthumeralis là một loài bọ cánh cứng trong họ Cerambycidae.